# 1982 FIFAワールドカップ
1982 FIFAワールドカップ（英: 1982 FIFA World Cup）は、1982年6月13日から1982年7月11日にかけてスペインで開催された12回目のFIFAワールドカップ。芸術の国にふさわしく、大会ポスターはパブロ・ピカソと並ぶ巨匠であるジョアン・ミロが作成し、開会式はミロの絵をピッチに人文字で描くというものであった。この大会から、初めて国際サッカー連盟（FIFA）がワールドカップ本大会全24出場国に1次リーグ毎に計100万スイス・フラン（当時約1億2083万3千円）ずつ、総額4200万スイスフラン（当時約50億7498万6千円）の賞金を支給した。FIFA本部がスイスのチューリッヒにあるため、スイスフラン建てで賞金を支払った。以降、賞金は2006年ドイツ大会までスイスフラン建てで支払った。得点王は、6ゴールを挙げたイタリアのパオロ・ロッシが受賞した。

## 出場国
出場選手は1982 FIFAワールドカップ参加チームを参照。
| 大陸連盟 | 出場 枠数 | 予選       | 組 予選順位 | 組 予選順位 | 出場国・地域     | 出場回数         | 備考 |
| -------- | --------- | ---------- | ----------- | ----------- | ---------------- | ---------------- | ---- |
| UEFA     | 1+13      | 開催国     | 開催国      | 開催国      | スペイン         | 2大会連続6回目   |      |
| UEFA     | 1+13      | 欧州予選   | 1組         | 1位         | 西ドイツ         | 8大会連続10回目  |      |
| UEFA     | 1+13      | 欧州予選   | 1組         | 2位         | オーストリア     | 2大会連続5回目   |      |
| UEFA     | 1+13      | 欧州予選   | 2組         | 1位         | ベルギー         | 3大会ぶり6回目   |      |
| UEFA     | 1+13      | 欧州予選   | 2組         | 2位         | フランス         | 2大会連続8回目   |      |
| UEFA     | 1+13      | 欧州予選   | 3組         | 1位         | ソビエト連邦     | 3大会ぶり5回目   |      |
| UEFA     | 1+13      | 欧州予選   | 3組         | 2位         | チェコスロバキア | 3大会ぶり7回目   |      |
| UEFA     | 1+13      | 欧州予選   | 4組         | 1位         | ハンガリー       | 2大会連続8回目   |      |
| UEFA     | 1+13      | 欧州予選   | 4組         | 2位         | イングランド     | 3大会ぶり7回目   |      |
| UEFA     | 1+13      | 欧州予選   | 5組         | 1位         | ユーゴスラビア   | 2大会ぶり7回目   |      |
| UEFA     | 1+13      | 欧州予選   | 5組         | 2位         | イタリア         | 6大会連続10回目  |      |
| UEFA     | 1+13      | 欧州予選   | 6組         | 1位         | スコットランド   | 3大会連続5回目   |      |
| UEFA     | 1+13      | 欧州予選   | 6組         | 2位         | 北アイルランド   | 6大会ぶり2回目   |      |
| UEFA     | 1+13      | 欧州予選   | 7組         | 1位         | ポーランド       | 3大会連続4回目   |      |
| CONMEBOL | 1+3       | 前回優勝国 | 前回優勝国  | 前回優勝国  | アルゼンチン     | 3大会連続8回目   |      |
| CONMEBOL | 1+3       | 南米予選   | 1組         | 1位         | ブラジル         | 12大会連続12回目 |      |
| CONMEBOL | 1+3       | 南米予選   | 2組         | 1位         | ペルー           | 2大会連続4回目   |      |
| CONMEBOL | 1+3       | 南米予選   | 3組         | 1位         | チリ             | 2大会ぶり6回目   |      |
| CONCACAF | 2         | 最終予選   | 1位         | 1位         | ホンジュラス     | 初出場           |      |
| CONCACAF | 2         | 最終予選   | 2位         | 2位         | エルサルバドル   | 3大会ぶり2回目   |      |
| CAF      | 2         | 最終予選   | 1組         | 1位         | アルジェリア     | 初出場           |      |
| CAF      | 2         | 最終予選   | 2組         | 1位         | カメルーン       | 初出場           |      |
| AFC/OFC  | 2         | 最終予選   | 1位         | 1位         | クウェート       | 初出場           |      |
| AFC/OFC  | 2         | 最終予選   | 2位         | 2位         | ニュージーランド | 初出場           |      |

## 本大会

### 概要
大会の方式は1978年大会までのものから2次リーグ制について細かな変更が施された。参加国数は24チームに増加し、1次リーグは4チームずつ6グループに分けられた。各グループの1位と2位が2次リーグに進出し、3チームずつ4グループに分けられた。各グループの1位チームが決勝トーナメントに進出した。この方式が用いられたのは、この大会のみであった。イタリアが決勝で西ドイツを3対1で破り、3回目の優勝を遂げる。この優勝でイタリアはブラジルと優勝回数で並んだ。得点王はイタリアのパオロ・ロッシであり、6得点を決めた。大会のMVPに贈られるアディダスゴールデンボール賞にもロッシが選ばれた。
前回優勝国のアルゼンチンは開幕戦となったベルギー戦を0対1で落としたが、その後はディエゴ・マラドーナらの活躍もあって連勝し2次リーグへの進出を決めた。しかし、2次リーグではイタリア、ブラジルが同居する激戦区のグループCに組み込まれ、2連敗を喫して姿を消した。マラドーナはブラジル戦で相手選手への報復行為で退場となった。
この大会の序盤はテレ・サンタナ率いるブラジル代表が話題となった。第2戦以降ジーコ、ファルカン、ソクラテス、トニーニョ・セレーゾという、世界トップレベルのミッドフィルダーを揃え、そのパスワークとコンビネーションから「黄金の中盤」と称された。一方、2次リーグ最終戦のイタリア戦ではイタリア得意のカウンター攻撃を防ぎきれず、ロッシのハットトリックの活躍もあり2-3と敗れた。
イングランドは3大会ぶりの出場となった。1次リーグ・グループ4ではブライアン・ロブソンやトレバー・フランシスといった若手選手の活躍もあって全勝。2次リーグでも2試合を無失点に抑えながら、無得点に終わったため勝利を得ることが出来ず、西ドイツの後塵を拝して無敗のまま準決勝進出を逃した。エースのケビン・キーガンを初戦の負傷で欠いたことが最後まで響く形となった。
1次リーグ・グループ2の西ドイツ対オーストリア戦では談合試合が行われ、物議を醸した。アルジェリアに第1戦で敗れている西ドイツは欧州予選同組で2勝しているオーストリアに勝利することが突破への必要十分条件であったが、西ドイツの勝利が2点差以内ならば両チーム揃って得失点差でアルジェリアを上回り、次のラウンドに進めることが分かっていた。アルジェリアは既に前日で最後の試合を終えており、次のラウンドの進出に影響を与えることは出来なかった。西ドイツは試合開始早々に1点を決め、その後両チームはロングボールの応酬を行い、結果的に得失点差でアルジェリアが敗退した。この試合は開催地となった地名から「ヒホンの恥」と呼ばれている。アルジェリアは談合試合ではないかとFIFAに提訴したが、認められなかった。前回大会の2次リーグ・グループB最終戦アルゼンチン対ペルーで起こった八百長疑惑に加え今回の件が重なったことでFIFAは危機感を強め、以後のワールドカップではグループリーグ突破の可能性の有無にかかわらず、同一組の最終戦は同時刻・別会場で開催されることになった。
1次リーグ・グループ3ではハンガリーがエルサルバドルに10対1という大差で圧勝した。この試合でハンガリーが挙げた10得点は、「チーム1試合最多得点」として2023年時点においても破られていない。だが、ハンガリーはアルゼンチンに完敗を喫した上にベルギーに土壇場で同点に追いつかれドローに終わり、1次リーグで敗退した。エルサルバドルは1970年大会に続き3連敗で大会を去った。
開催国のスペインはチーム状態が整わず、地元贔屓のジャッジ（ホームタウンディシジョン）に助けられて1次リーグ・グループ5を2位で何とか突破したものの、最後まで精彩を欠き2次リーグで敗退。北アイルランドはパット・ジェニングスの活躍もあってグループ5を首位で通過したが、強豪が集う2次リーグではフランスに大敗するなど6失点を喫して敗退した。
アフリカ勢のアルジェリアは初戦で西ドイツを2対1で破る金星を含む2勝1敗、カメルーンは3戦3引き分けながらGKトーマス・ヌコノの好守により3試合をイタリア戦の1失点のみに抑え、ヨーロッパの強豪国を追い詰めた。この大会では前回優勝国のアルゼンチンを始め南米勢は全て2次リーグまでに姿を消し、ベスト4は全て欧州勢で独占された。
この大会のベストマッチの一つとして挙げられるのは、準決勝の西ドイツ対フランス戦である。西ドイツのGKハラルト・シューマッハーが、シュートを放とうとしていたフランス代表のパトリック・バチストンと交錯、バチストンは気絶し負傷退場を余儀なくされた。このシーンではPK、カードの提示どころか反則さえも取られることなく、ゴールキックから再開された。しかし、これを除けばゲーム自体は好試合であり、1対1で迎えた延長戦で一時は3対1と離された西ドイツが3-3に追いつき、結果的にPK戦を5対4で制した西ドイツが決勝へ進出した。PK戦が導入された1978年大会ではPK戦の機会はなく、今大会の西ドイツが最初のPK戦勝利チームになったが、決勝ではロッシらを擁するイタリアに敗れた。
イタリアはヨーロッパ地区予選でもユーゴスラビアに次ぐグループ2位での通過であった。大会が始まってからもロッシら攻撃陣が振るわず同代表史上初めて1次リーグを勝利なしで終え、3分で総得点数で辛うじてカメルーンを1点上回り2次リーグ進出という苦しい試合ぶりだった。2次リーグでは優勝候補ブラジル、前回優勝国アルゼンチンが同居するグループCに組み込まれたが、アルゼンチンを2-1で破り、ブラジル戦ではそれまで無得点のロッシがハットトリックの活躍で3-2と勝利を収め決勝トーナメントへ進出。準決勝でもロッシの2得点でポーランドを2-0と下し、決勝で西ドイツを相手にロッシの先制点を皮切りに3点差をつけ、終盤に1点を返されるが3-1で勝利し、3度目の優勝を勝ち取った。
得点王となったロッシの名がクローズアップされたが、当時40歳の名GKディノ・ゾフやガエターノ・シレア、アントニオ・カブリーニ、クラウディオ・ジェンティーレらディフェンス陣、中盤のジャンカルロ・アントニョーニ、マルコ・タルデッリ、ブルーノ・コンティら名手の存在、マスコミの批判にも耐えて、ロッシを起用し続けた代表監督エンツォ・ベアルツォットの勝利でもあった。

### 得点取消
この大会では、「一度は認定された得点の取り消し」という事態が起きた。
6月21日に行われた1次リーグ・グループ4のフランス対クウェート戦、3対1でフランス優勢の状況にあった後半40分の出来事である。フランス選手アラン・ジレスの放ったシュートがクウェートのゴールネットを揺らし、ストパール主審が一旦はゴールを宣言した。しかし、クウェート側から「プラティニのパス直後のタイミングでスタンドから笛の音が聞こえ、それをオフサイドと勘違いしてプレーを止めた」という抗議がなされた。観戦中だったクウェートのファハド王子（当時）がメインスタンドから選手達にピッチからの引き上げを命ずるようなジェスチャーを送った。審判団と大会役員が選手の説得に試みるが収拾がつかず、さらに王子がピッチに乱入し何事かを審判に告げたところ、「不測の事態が起こった」という理由によって、フランスの得点は取り消され、3対1のままでの試合再開となったのである。結局、試合そのものはフランスがその後に1点追加して4対1で大勝しており、この不可解な判定が試合結果やグループ4の最終順位に直接の影響を及ぼすことは無く、事なきを得たものの、試合・審判の公正を揺るがす出来事としてサッカー史に残ることになった。
当然ながらこの一件は問題視され、後日、ウクライナ人のストパール主審が一時資格停止処分を受け、ファハド王子は警告処分を受け、クウェートサッカー協会に対しては25,000スイスフランの罰金が科された。なお、後にこの問題の当事者であるファハド王子もクウェート侵攻の際にイラク軍によって射殺されており、当時ファハド王子が何を語ったのかは現在に至るまで明らかにされていないが、21世紀に至ってハンドボールなど多くのスポーツで問題視される事になった、中東産油国の莫大なオイルマネーが競技を統括する国際団体に流入することで発生する、国際スポーツにおける競技の公正確保・審判の権威維持にまつわる諸問題、いわゆる「中東の笛」にも繋がる問題の一つとされる。

### 会場一覧
14都市で、17のスタジアムが会場として使用された。
| マドリード                     | マドリード           | バルセロナ         | バルセロナ             | ビーゴ             |
| ------------------------------ | -------------------- | ------------------ | ---------------------- | ------------------ |
| サンティアゴ・ベルナベウ       | ビセンテ・カルデロン | カンプ・ノウ       | デ・サリア             | バライドス         |
| 収容人数: 90,800人             | 収容人数: 65,000人   | 収容人数: 93,053人 | 収容人数: 43,667人     | 収容人数: 31,800人 |
|                                |                      |                    |                        |                    |
| エルチェ                       | ア・コルーニャ       | ヒホン             | オビエド               | アリカンテ         |
| ヌエボ                         | リアソル             | エル・モリノン     | カルロス・タルティエレ | ホセ・リコ・ペレス |
| 収容人数: 39,000人             | 収容人数: 34,617人   | 収容人数: 25,885人 | 収容人数: 20,000人     | 収容人数: 30,000人 |
|                                |                      |                    |                        |                    |
| ビルバオ                       | バリャドリード       | バレンシア         | サラゴサ               | マラガ             |
| サン・マメス                   | ホセ・ソリージャ     | ルイス・カサノバ   | ラ・ロマレーダ         | ラ・ロサレーダ     |
| 収容人数: 40,000人             | 収容人数: 30,500人   | 収容人数: 49,092人 | 収容人数: 34,596人     | 収容人数: 45,000人 |
|                                |                      |                    |                        |                    |
| セビージャ                     |                      |                    |                        |                    |
| ラモン・サンチェス・ピスフアン | ベニト・ビジャマリン |                    |                        |                    |
| 収容人数: 56,000人             | 収容人数: 52,500人   |                    |                        |                    |
|                                |                      |                    |                        |                    |

## 結果
1982年当時における勝ち点の計算方法は、勝利の場合勝ち点2、引き分けの場合1であったため、以下この勝ち点を適用して結果を記す。

### 1次リーグ

#### グループ 1
| 順 位 | チーム     | 勝 点 | 試 合 | 勝 利 | 引 分 | 敗 戦 | 得 点 | 失 点 | 点 差 |
| ----- | ---------- | ----- | ----- | ----- | ----- | ----- | ----- | ----- | ----- |
| 1     | ポーランド | 4     | 3     | 1     | 2     | 0     | 5     | 1     | +4    |
| 2     | イタリア   | 3     | 3     | 0     | 3     | 0     | 2     | 2     | 0     |
| 3     | カメルーン | 3     | 3     | 0     | 3     | 0     | 1     | 1     | 0     |
| 4     | ペルー     | 2     | 3     | 0     | 2     | 1     | 2     | 6     | -4    |

| 1982年6月14日 17:15 CEST |

| イタリア | 0 - 0    | ポーランド |
|          | レポート |            |

| バライドス（ビーゴ） 観客数: 33,000人 主審: Michel Vautrot |

| 1982年6月15日 17:15 CEST |

| ペルー | 0 - 0    | カメルーン |
|        | レポート |            |

| リアソル（ア・コルーニャ） 観客数: 11,000人 主審: Franz Wöhrer |

| 1982年6月18日 17:15 CEST |

| イタリア      | 1 - 1    | ペルー        |
| コンティ 18分 | レポート | ディアス 83分 |

| バライドス（ビーゴ） 観客数: 25,000人 主審: Walter Eschweiler |

| 1982年6月19日 17:15 CEST |

| ポーランド | 0 - 0    | カメルーン |
|            | レポート |            |

| リアソル（ア・コルーニャ） 観客数: 19,000人 主審: Alexis Ponnet |

| 1982年6月22日 17:15 CEST |

| ポーランド                                                                        | 5 - 1    | ペルー          |
| スモラレク 55分 · ラトー 58分 · ボニエク 61分 · ブンツォル 68分 · チオウェク 76分 | レポート | ラ・ローサ 83分 |

| リアソル（ア・コルーニャ） 観客数: 25,000人 主審: Lamberto Rubio Vazquez |

| 1982年6月23日 17:15 CEST |

| イタリア            | 1 - 1    | カメルーン  |
| グラツィアーニ 60分 | レポート | ムビダ 61分 |

| バライドス（ビーゴ） 観客数: 20,000人 主審: Bogdan Dotchev |

※イタリアが総得点でカメルーンを上回り2次リーグ進出

#### グループ 2
| 順 位 | チーム       | 勝 点 | 試 合 | 勝 利 | 引 分 | 敗 戦 | 得 点 | 失 点 | 点 差 |
| ----- | ------------ | ----- | ----- | ----- | ----- | ----- | ----- | ----- | ----- |
| 1     | 西ドイツ     | 4     | 3     | 2     | 0     | 1     | 6     | 3     | +3    |
| 2     | オーストリア | 4     | 3     | 2     | 0     | 1     | 3     | 1     | +2    |
| 3     | アルジェリア | 4     | 3     | 2     | 0     | 1     | 5     | 5     | 0     |
| 4     | チリ         | 0     | 3     | 0     | 0     | 3     | 3     | 8     | -5    |

| 1982年6月16日 17:15 CEST |

| 西ドイツ        | 1 - 2    | アルジェリア                  |
| ルンメニゲ 67分 | レポート | マジェール 54分 · ベルミ 68分 |

| エル・モリノン（ヒホン） 観客数: 42,000人 主審: Enrique Labo Revoredo |

| 1982年6月17日 17:15 CEST |

| チリ | 0 - 1    | オーストリア    |
|      | レポート | シャフナー 21分 |

| カルロス・タルティエレ（オビエド） 観客数: 22,500人 主審: Juan Daniel Cardellino |

| 1982年6月20日 17:15 CEST |

| 西ドイツ                                       | 4 - 1    | チリ            |
| ルンメニゲ 9分, 57分, 66分 · ラインダース 81分 | レポート | モスコーソ 90分 |

| エル・モリノン（ヒホン） 観客数: 42,000人 主審: Bruno Galler |

| 1982年6月21日 17:15 CEST |

| アルジェリア | 0 - 2    | オーストリア                      |
|              | レポート | シャフナー 55分 · クランクル 67分 |

| カルロス・タルティエレ（オビエド） 観客数: 22,000人 主審: Tony Boskovic |

| 1982年6月24日 17:15 CEST |

| アルジェリア                         | 3 - 2    | チリ                               |
| アサード 7分, 31分 · ベンサウラ 35分 | レポート | ネイラ 59分 (PK) · レテリエル 73分 |

| カルロス・タルティエレ（オビエド） 観客数: 16,000人 主審: Rómulo Méndez |

| 1982年6月25日 17:15 CEST |

| 西ドイツ        | 1 - 0    | オーストリア |
| ルベッシュ 10分 | レポート |              |

| エル・モリノン（ヒホン） 観客数: 41,000人 主審: Bob Valentine |

※西ドイツ、オーストリアが得失点差でアルジェリアを上回り2次リーグ進出

#### グループ 3
| 順 位 | チーム         | 勝 点 | 試 合 | 勝 利 | 引 分 | 敗 戦 | 得 点 | 失 点 | 点 差 |
| ----- | -------------- | ----- | ----- | ----- | ----- | ----- | ----- | ----- | ----- |
| 1     | ベルギー       | 5     | 3     | 2     | 1     | 0     | 3     | 1     | +2    |
| 2     | アルゼンチン   | 4     | 3     | 2     | 0     | 1     | 6     | 2     | +4    |
| 3     | ハンガリー     | 3     | 3     | 1     | 1     | 1     | 12    | 6     | +6    |
| 4     | エルサルバドル | 0     | 3     | 0     | 0     | 3     | 1     | 13    | -12   |

| 1982年6月13日 20:00 CEST |

| アルゼンチン | 0 - 1    | ベルギー              |
|              | レポート | ヴァンデンベルグ 62分 |

| カンプ・ノウ（バルセロナ） 観客数: 95,500人 主審: Vojtěch Christov |

| 1982年6月15日 21:15 CEST |

| ハンガリー | 10 - 1   | エルサルバドル |
| ニラシ 4分, 83分 · ペレシュケイ 11分 · ファゼカシュ 23分, 54分 · トート 50分 · キッシュ 69分, 72分, 76分 · センテシュ 72分 | レポート | ラミレス 64分  |

| ヌエボ・エスタディオ（エルチェ） 観客数: 23,000人 主審: Ibrahim Youssef Al-Doy |

| 1982年6月18日 21:15 CEST |

| アルゼンチン                                                | 4 - 1    | ハンガリー        |
| ベルトーニ 26分 · マラドーナ 28分, 57分 · アルディレス 60分 | レポート | ペレシュケイ 76分 |

| ホセ・リコ・ペレス（アリカンテ） 観客数: 32,093人 主審: Belaid Lacarne |

| 1982年6月19日 21:15 CEST |

| ベルギー      | 1 - 0    | エルサルバドル |
| コェック 19分 | レポート |                |

| ヌエボ・エスタディオ（エルチェ） 観客数: 15,000人 主審: Malcolm Moffatt |

| 1982年6月22日 21:15 CEST |

| ベルギー                | 1 - 1    | ハンガリー    |
| チェルニアチンスキ 76分 | レポート | ヴァルガ 27分 |

| ヌエボ・エスタディオ（エルチェ） 観客数: 37,000人 主審: Clive White |

| 1982年6月23日 21:15 CEST |

| アルゼンチン                         | 2 - 0    | エルサルバドル |
| パサレラ 22分 (PK) · ベルトーニ 52分 | レポート |                |

| ホセ・リコ・ペレス（アリカンテ） 観客数: 32,500人 主審: Luis Barrancos |

#### グループ 4
| 順 位 | チーム           | 勝 点 | 試 合 | 勝 利 | 引 分 | 敗 戦 | 得 点 | 失 点 | 点 差 |
| ----- | ---------------- | ----- | ----- | ----- | ----- | ----- | ----- | ----- | ----- |
| 1     | イングランド     | 6     | 3     | 3     | 0     | 0     | 6     | 1     | +5    |
| 2     | フランス         | 3     | 3     | 1     | 1     | 1     | 6     | 5     | +1    |
| 3     | チェコスロバキア | 2     | 3     | 0     | 2     | 1     | 2     | 4     | -2    |
| 4     | クウェート       | 1     | 3     | 0     | 1     | 2     | 2     | 6     | -4    |

| 1982年6月16日 17:15 CEST |

| イングランド                       | 3 - 1    | フランス      |
| ロブソン 1分, 67分 · マリナー 83分 | レポート | ソレール 24分 |

| サン・マメス（ビルバオ） 観客数: 44,172人 主審: Antonio Garrido |

| 1982年6月17日 17:15 CEST |

| チェコスロバキア   | 1 - 1    | クウェート        |
| パネンカ 21分 (PK) | レポート | アル＝ダヒル 57分 |

| ホセ・ソリージャ（バリャドリード） 観客数: 25,000人 主審: Benjamin Dwomoh |

| 1982年6月20日 17:15 CEST |

| イングランド                               | 2 - 0    | チェコスロバキア |
| フランシス 62分 · （バルモシュ） 66分 (OG) | レポート |                  |

| サン・マメス（ビルバオ） 観客数: 41,123人 主審: Charles Corver |

| 1982年6月21日 17:15 CEST |

| フランス                                                      | 4 - 1    | クウェート          |
| ジャンジニ 31分 · プラティニ 43分 · シクス 48分 · ボッシ 89分 | レポート | アル＝ブルーシ 75分 |

| ホセ・ソリージャ（バリャドリード） 観客数: 30,043人 主審: Miroslav Stupar |

| 1982年6月24日 17:15 CEST |

| フランス    | 1 - 1    | チェコスロバキア   |
| シクス 66分 | レポート | パネンカ 84分 (PK) |

| ホセ・ソリージャ（バリャドリード） 観客数: 28,000人 主審: Paolo Casarin |

| 1982年6月25日 17:15 CEST |

| イングランド    | 1 - 0    | クウェート |
| フランシス 27分 | レポート |            |

| サン・マメス（ビルバオ） 観客数: 39,700人 主審: Gilberto Aristízabal |

#### グループ 5
| 順 位 | チーム         | 勝 点 | 試 合 | 勝 利 | 引 分 | 敗 戦 | 得 点 | 失 点 | 点 差 |
| ----- | -------------- | ----- | ----- | ----- | ----- | ----- | ----- | ----- | ----- |
| 1     | 北アイルランド | 4     | 3     | 1     | 2     | 0     | 2     | 1     | +1    |
| 2     | スペイン       | 3     | 3     | 1     | 1     | 1     | 3     | 3     | 0     |
| 3     | ユーゴスラビア | 3     | 3     | 1     | 1     | 1     | 2     | 2     | 0     |
| 4     | ホンジュラス   | 2     | 3     | 0     | 2     | 1     | 2     | 3     | -1    |

| 1982年6月16日 21:15 CEST |

| スペイン                     | 1 - 1    | ホンジュラス |
| ロペス・ウファルテ 65分 (PK) | レポート | セラジャ 8分 |

| ルイス・カサノバ（バレンシア） 観客数: 49,562人 主審: Arturo Ithurralde |

| 1982年6月17日 21:15 CEST |

| ユーゴスラビア | 0 - 0    | 北アイルランド |
|                | レポート |                |

| ラ・ロマレーダ（サラゴサ） 観客数: 25,000人 主審: Erik Fredriksson |

| 1982年6月20日 21:15 CEST |

| スペイン                           | 2 - 1    | ユーゴスラビア |
| フアニート 14分 (PK) · サウラ 66分 | レポート | グデリ 10分    |

| ルイス・カサノバ（バレンシア） 観客数: 48,000人 主審: Henning Lund-Sørensen |

| 1982年6月21日 21:15 CEST |

| ホンジュラス  | 1 - 1    | 北アイルランド        |
| ライング 60分 | レポート | アームストロング 10分 |

| ラ・ロマレーダ（サラゴサ） 観客数: 15,000人 主審: Chan Tam Sun |

| 1982年6月24日 21:15 CEST |

| ホンジュラス | 0 - 1    | ユーゴスラビア           |
|              | レポート | ペトロヴィッチ 88分 (PK) |

| ラ・ロマレーダ（サラゴサ） 観客数: 25,000人 主審: Gastón Castro |

| 1982年6月25日 21:15 CEST |

| スペイン | 0 - 1    | 北アイルランド        |
|          | レポート | アームストロング 47分 |

| ルイス・カサノバ（バレンシア） 観客数: 49,562人 主審: Héctor Ortíz |

※スペインが総得点でユーゴスラビアを上回り2次リーグ進出

#### グループ 6
| 順 位 | チーム           | 勝 点 | 試 合 | 勝 利 | 引 分 | 敗 戦 | 得 点 | 失 点 | 点 差 |
| ----- | ---------------- | ----- | ----- | ----- | ----- | ----- | ----- | ----- | ----- |
| 1     | ブラジル         | 6     | 3     | 3     | 0     | 0     | 10    | 2     | +8    |
| 2     | ソビエト連邦     | 3     | 3     | 1     | 1     | 1     | 6     | 4     | +2    |
| 3     | スコットランド   | 3     | 3     | 1     | 1     | 1     | 8     | 8     | 0     |
| 4     | ニュージーランド | 0     | 3     | 0     | 0     | 3     | 2     | 12    | -10   |

| 1982年6月14日 21:15 CEST |

| ブラジル                      | 2 - 1    | ソビエト連邦 |
| ソクラテス 75分 · エデル 87分 | レポート | バル 34分    |

| ラモン・サンチェス・ピスフアン（セビージャ） 観客数: 68,000人 主審: Augusto Lamo Castillo |

| 1982年6月15日 21:15 CEST |

| スコットランド                                                                    | 5 - 2    | ニュージーランド                |
| ダルグリッシュ 18分 · ウォーク 30分, 33分 · ロバートソン 73分 · アーチボルド 79分 | レポート | サムナー 54分 · ウッディン 65分 |

| ラ・ロサレダ（マラガ） 観客数: 36,000人 主審: David Socha |

| 1982年6月18日 21:15 CEST |

| ブラジル                                                    | 4 - 1    | スコットランド |
| ジーコ 33分 · オスカル 49分 · エデル 65分 · ファルカン 87分 | レポート | ネイリー 18分  |

| ベニト・ビジャマリン（セビージャ） 観客数: 47,379人 主審: Luis Paulino Siles |

| 1982年6月19日 21:15 CEST |

| ソビエト連邦                                      | 3 - 0    | ニュージーランド |
| ガブリロフ 25分 · ブロヒン 48分 · バルタチャ 69分 | レポート |                  |

| ラ・ロサレダ（マラガ） 観客数: 19,000人 主審: Yousef El-Ghoul |

| 1982年6月22日 21:15 CEST |

| ソビエト連邦                        | 2 - 2    | スコットランド                  |
| チヴァーゼ 60分 · シェンゲリア 84分 | レポート | ジョーダン 15分 · スーネス 87分 |

| ラ・ロサレダ（マラガ） 観客数: 45,000人 主審: Nicolae Rainea |

| 1982年6月23日 21:15 CEST |

| ブラジル                                                | 4 - 0    | ニュージーランド |
| ジーコ 28分, 31分 · ファルカン 55分 · セルジーニョ 69分 | レポート |                  |

| ベニト・ビジャマリン（セビージャ） 観客数: 43,000人 主審: Damir Matovinović |

※ソビエト連邦が得失点差でスコットランドを上回り第2ラウンド進出

### 2次リーグ

#### グループ A
| 順 位 | チーム       | 勝 点 | 試 合 | 勝 利 | 引 分 | 敗 戦 | 得 点 | 失 点 | 点 差 |
| ----- | ------------ | ----- | ----- | ----- | ----- | ----- | ----- | ----- | ----- |
| 1     | ポーランド   | 3     | 2     | 1     | 1     | 0     | 3     | 0     | +3    |
| 2     | ソビエト連邦 | 3     | 2     | 1     | 1     | 0     | 1     | 0     | +1    |
| 3     | ベルギー     | 0     | 2     | 0     | 0     | 2     | 0     | 4     | -4    |

| 1982年6月28日 21:15 CEST |

| ポーランド               | 3 - 0    | ベルギー |
| ボニエク 4分, 26分, 53分 | レポート |          |

| カンプ・ノウ（バルセロナ） 観客数: 65,000人 主審: Luis Paulino Siles |

| 1982年7月1日 21:15 CEST |

| ベルギー | 0 - 1    | ソビエト連邦      |
|          | レポート | オガネシアン 48分 |

| カンプ・ノウ（バルセロナ） 観客数: 45,000人 主審: Michel Vautrot |

| 1982年7月4日 21:15 CEST |

| ポーランド | 0 - 0    | ソビエト連邦 |
|            | レポート |              |

| カンプ・ノウ（バルセロナ） 観客数: 65,000人 主審: Bob Valentine |

※ポーランドが得失点差でソビエト連邦を上回り決勝トーナメント進出

#### グループ B
| 順 位 | チーム       | 勝 点 | 試 合 | 勝 利 | 引 分 | 敗 戦 | 得 点 | 失 点 | 点 差 |
| ----- | ------------ | ----- | ----- | ----- | ----- | ----- | ----- | ----- | ----- |
| 1     | 西ドイツ     | 3     | 2     | 1     | 1     | 0     | 2     | 1     | +1    |
| 2     | イングランド | 2     | 2     | 0     | 2     | 0     | 0     | 0     | 0     |
| 3     | スペイン     | 1     | 2     | 0     | 1     | 1     | 1     | 2     | -1    |

| 1982年6月29日 21:15 CEST |

| 西ドイツ | 0 - 0    | イングランド |
|          | レポート |              |

| サンティアゴ・ベルナベウ（マドリード） 観客数: 75,000人 主審: アルナウド・セザル・コエリョ |

| 1982年7月2日 21:15 CEST |

| 西ドイツ                                | 2 - 1    | スペイン    |
| リトバルスキー 50分 · フィッシャー 75分 | レポート | サモラ 82分 |

| サンティアゴ・ベルナベウ（マドリード） 観客数: 90,089人 主審: Paolo Casarin |

| 1982年7月5日 21:15 CEST |

| スペイン | 0 - 0    | イングランド |
|          | レポート |              |

| サンティアゴ・ベルナベウ（マドリード） 観客数: 75,000人 主審: Alexis Ponnet |

#### グループ C
| 順 位 | チーム       | 勝 点 | 試 合 | 勝 利 | 引 分 | 敗 戦 | 得 点 | 失 点 | 点 差 |
| ----- | ------------ | ----- | ----- | ----- | ----- | ----- | ----- | ----- | ----- |
| 1     | イタリア     | 4     | 2     | 2     | 0     | 0     | 5     | 3     | +2    |
| 2     | ブラジル     | 2     | 2     | 1     | 0     | 1     | 5     | 4     | +1    |
| 3     | アルゼンチン | 0     | 2     | 0     | 0     | 2     | 2     | 5     | -3    |

| 1982年6月29日 17:15 CEST |

| イタリア                          | 2 - 1    | アルゼンチン  |
| タルデッリ 55分 · カブリーニ 67分 | レポート | パサレラ 83分 |

| サリア（バルセロナ） 観客数: 43,000人 主審: Nicolae Rainea |

| 1982年7月2日 17:15 CEST |

| アルゼンチン  | 1 - 3    | ブラジル                                            |
| ディアス 89分 | レポート | ジーコ 11分 · セルジーニョ 66分 · ジュニオール 75分 |

| サリア（バルセロナ） 観客数: 43,000人 主審: Lamberto Rubio Vázquez |

| 1982年7月5日 17:15 CEST |

| イタリア               | 3 - 2    | ブラジル                          |
| ロッシ 5分, 25分, 74分 | レポート | ソクラテス 12分 · ファルカン 68分 |

| サリア（バルセロナ） 観客数: 44,000人 主審: Abraham Klein |

#### グループ D
| 順 位 | チーム         | 勝 点 | 試 合 | 勝 利 | 引 分 | 敗 戦 | 得 点 | 失 点 | 点 差 |
| ----- | -------------- | ----- | ----- | ----- | ----- | ----- | ----- | ----- | ----- |
| 1     | フランス       | 4     | 2     | 2     | 0     | 0     | 5     | 1     | +4    |
| 2     | オーストリア   | 1     | 2     | 0     | 1     | 1     | 2     | 3     | -1    |
| 3     | 北アイルランド | 1     | 2     | 0     | 1     | 1     | 3     | 6     | -3    |

| 1982年6月28日 17:15 CEST |

| オーストリア | 0 - 1    | フランス        |
|              | レポート | ジャンジニ 39分 |

| ビセンテ・カルデロン（マドリード） 観客数: 37,000人 主審: Károly Palotai |

| 1982年7月1日 17:15 CEST |

| オーストリア                            | 2 - 2    | 北アイルランド        |
| ペッツァイ 50分 · ヒンターマイヤー 68分 | レポート | ハミルトン 27分, 75分 |

| ビセンテ・カルデロン（マドリード） 観客数: 20,000人 主審: Adolf Prokop |

| 1982年7月4日 17:15 CEST |

| フランス                                  | 4 - 1    | 北アイルランド        |
| ジレス 33分, 80分 · ロシュトー 46分, 68分 | レポート | アームストロング 75分 |

| ビセンテ・カルデロン（マドリード） 観客数: 37,000人 主審: Alojzy Jarguz |

### 決勝トーナメント
|  | 準決勝              | 準決勝              |                      |                      | 決勝 | 決勝 |
|  |                     |                     |                      |                      |      |      |
|  | 7月8日 - バルセロナ |                     |                      |                      |      |      |
|  | ポーランド          | 0                   |                      |                      |      |      |
|  | イタリア            | 2                   |                      |                      |      |      |
|  |                     |                     | 7月11日 - マドリード |                      |      |      |
|  | イタリア            | 3                   |                      |                      |      |      |
|  |                     | 西ドイツ            | 1                    |                      |      |      |
|  |                     |                     |                      |                      |      |      |
|  | 3位決定戦           |                     |                      |                      |      |      |
|  | 7月8日 - セビージャ | 7月8日 - セビージャ | 7月10日 - アリカンテ | 7月10日 - アリカンテ |      |      |
|  | 西ドイツ (PK)       | 3 (5)               | ポーランド           | 3                    |      |      |
|  | フランス            | 3 (4)               |                      | フランス             | 2    |      |

#### 準決勝
| 1982年7月8日 17:15 CEST |

| ポーランド | 0 - 2    | イタリア          |
|            | レポート | ロッシ 22分, 73分 |

| カンプ・ノウ（バルセロナ） 観客数: 50,000人 主審: Juan Daniel Cardellino |

| 1982年7月8日 21:15 CEST |

| 西ドイツ                                                                | 3 - 3 (延長) | フランス                                             |
| リトバルスキー 17分 · ルンメニゲ 102分 · フィッシャー 108分             | レポート     | プラティニ 26分 (PK) · トレゾール 92分 · ジレス 98分 |
|                                                                         | PK戦         |                                                      |
| カルツ ブライトナー シュティーリケ リトバルスキー ルンメニゲ ルベッシュ | 5 - 4        | ジレス アモロ ロシュトー シクス プラティニ ボッシ    |

| ラモン・サンチェス・ピスフアン（セビージャ） 観客数: 63,000人 主審: Charles Corver |

#### 3位決定戦
| 1982年7月10日 20:00 CEST |

| ポーランド                                                    | 3 - 2    | フランス                      |
| シャルマッフ 40分 · マイェフスキ 44分 · クプチェヴィチュ 46分 | レポート | ジラール 13分 · クリオル 72分 |

| ホセ・リコ・ペレス（アリカンテ） 観客数: 28,000人 主審: Antonio Garrido |

#### 決勝
| 1982年7月11日 20:00 CEST |

| イタリア                                          | 3 - 1    | 西ドイツ          |
| ロッシ 57分 · タルデッリ 69分 · アルトベッリ 81分 | レポート | ブライトナー 83分 |

| サンティアゴ・ベルナベウ（マドリード） 観客数: 90,000人 主審: アルナウド・セザル・コエリョ |

| イタリア | 西ドイツ |

| GK                       | 1  | ディノ・ゾフ                   |      |     |      |
| SW                       | 7  | ガエターノ・シレア             |      |     |      |
| CB                       | 6  | クラウディオ・ジェンティーレ   |      |     |      |
| CB                       | 5  | フルヴィオ・コッロヴァーティ   |      |     |      |
| RB                       | 3  | ジュゼッペ・ベルゴミ           |      |     |      |
| LB                       | 4  | アントニオ・カブリーニ         |      |     |      |
| DM                       | 13 | ガブリエーレ・オリアーリ       | 73分 |     |      |
| CM                       | 14 | マルコ・タルデッリ             |      |     |      |
| RW                       | 16 | ブルーノ・コンティ             | 31分 |     |      |
| LW                       | 19 | フランチェスコ・グラツィアーニ |      | 7分 |      |
| CF                       | 20 | パオロ・ロッシ                 |      |     |      |
| 控え選手:                |    |                                |      |     |      |
| GK                       | 12 | イヴァノ・ボルドン             |      |     |      |
| MF                       | 10 | ジュゼッペ・ドッセーナ         |      |     |      |
| MF                       | 11 | ジャンピエロ・マリーニ         |      |     |      |
| MF                       | 15 | フランコ・カウジオ             |      |     | 89分 |
| FW                       | 18 | アレッサンドロ・アルトベッリ   |      | 7分 | 89分 |
| 監督:                    |    |                                |      |     |      |
| エンツォ・ベアルツォット |    |                                |      |     |      |

| GK                 | 1  | ハラルト・シューマッハー     |      |      |
| SW                 | 15 | ウリ・シュティーリケ         | 73分 |      |
| CB                 | 4  | カールハインツ・フェルスター |      |      |
| CB                 | 5  | ベルント・フェルスター       |      |      |
| RB                 | 20 | マンフレート・カルツ         |      |      |
| LB                 | 2  | ハンス＝ペーター・ブリーゲル |      |      |
| CM                 | 6  | ヴォルフガング・ドレムラー   | 61分 | 62分 |
| CM                 | 3  | パウル・ブライトナー         |      |      |
| RW                 | 11 | カール＝ハインツ・ルンメニゲ |      | 70分 |
| LW                 | 7  | ピエール・リトバルスキー     | 88分 |      |
| CF                 | 8  | クラウス・フィッシャー       |      |      |
| 控え選手:          |    |                              |      |      |
| GK                 | 21 | ベルント・フランケ           |      |      |
| DF                 | 12 | ヴィルフリート・ハンネス     |      |      |
| MF                 | 10 | ハンジ・ミュラー             |      | 70分 |
| MF                 | 14 | フェリックス・マガト         |      |      |
| FW                 | 9  | ホルスト・ルベッシュ         |      | 62分 |
| 監督:              |    |                              |      |      |
| ユップ・デアヴァル |    |                              |      |      |

## 優勝国
| 1982 FIFAワールドカップ優勝国 |
| ----------------------------- |
| · イタリア · 9大会ぶり3回目   |

## 得点ランキング
| 順位 | 選手名                       | 国籍           | 得点数 |
| ---- | ---------------------------- | -------------- | ------ |
| 1    | パオロ・ロッシ               | イタリア       | 6      |
| 2    | カール＝ハインツ・ルンメニゲ | 西ドイツ       | 5      |
| 3    | ジーコ                       | ブラジル       | 4      |
| 3    | ズビグニェフ・ボニエク       | ポーランド     | 4      |
| 5    | パウロ・ロベルト・ファルカン | ブラジル       | 3      |
| 5    | アラン・ジレス               | フランス       | 3      |
| 5    | キッシュ・ラースロー         | ハンガリー     | 3      |
| 5    | ジェリー・アームストロング   | 北アイルランド | 3      |

## 表彰
- FIFAフェアプレー賞： ブラジル

### 個人賞
| 賞                           | 選手名                       | 国籍     | 備考     |
| ---------------------------- | ---------------------------- | -------- | -------- |
| ゴールデンボール（大会MVP）  | パオロ・ロッシ               | イタリア | 優勝     |
| シルバーボール               | パウロ・ロベルト・ファルカン | ブラジル | ベスト12 |
| ブロンズボール               | カール＝ハインツ・ルンメニゲ | 西ドイツ | 準優勝   |
| ゴールデンシューズ（得点王） | パオロ・ロッシ               | イタリア | 6得点    |